# Patinação de velocidade nos Jogos Olímpicos de Inverno da Juventude de 2012
As competições da patinação de velocidade nos Jogos Olímpicos de Inverno da Juventude de 2012 foram realizadas no Eisschnellaufbahn em Innsbruck, Áustria, entre os dias 14 e 20 de janeiro.

## Calendário
| Janeiro                 | 13 | 14 | 15 | 16 | 17 | 18 | 19 | 20 | 21 | 22 |
| ----------------------- | -- | -- | -- | -- | -- | -- | -- | -- | -- | -- |
| Patinação de velocidade |    | 2  |    | 2  |    | 2  |    | 2  |    |    |

|  | Dia de final |

## Eventos
- 500 metros (masculino e feminino)

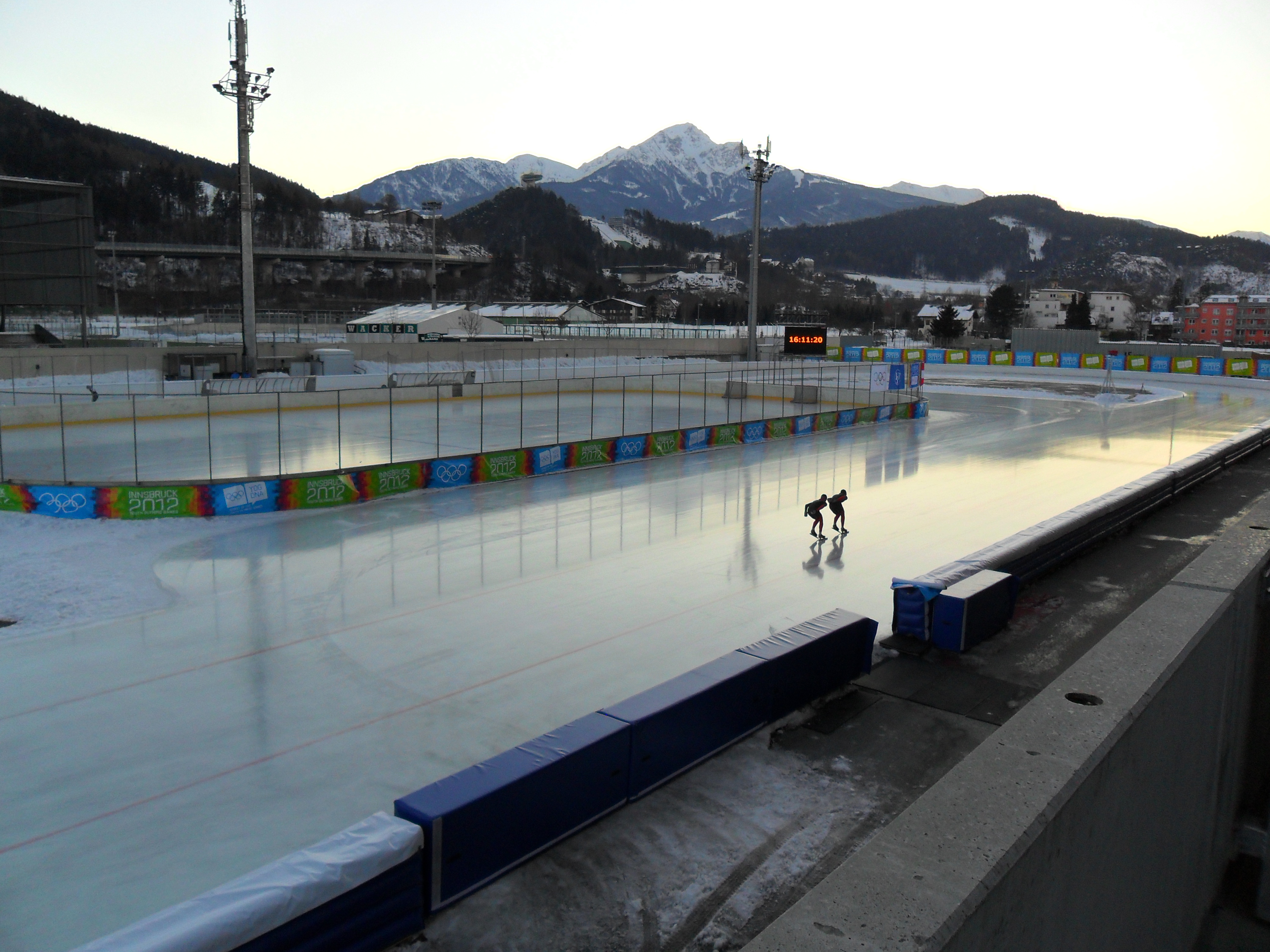
Eisschnellaufbahn sediou as competições da patinação de velocidade

- 1500 metros (masculino e feminino)
- 3000 metros (masculino e feminino)
- Largada coletiva (masculino e feminino)

## Medalhistas

### Masculino
| Evento                    | Ouro               | Prata                          | Bronze                          |
| ------------------------- | ------------------ | ------------------------------ | ------------------------------- |
| 500 m detalhes            | Liu An CHN China   | Roman Dubovik BLR Bielorrússia | Toshihiro Kakui JPN Japão       |
| 1500 m detalhes           | Yang Fan CHN China | Liu An CHN China               | Seitaro Ichinohe JPN Japão      |
| 3000 m detalhes           | Yang Fan CHN China | Seitaro Ichinohe JPN Japão     | Noh Hyeok-Jun KOR Coreia do Sul |
| Largada coletiva detalhes | Yang Fan CHN China | Seitaro Ichinohe JPN Japão     | Vasili Pudushkin RUS Rússia     |

### Feminino
| Evento                    | Ouro                                 | Prata                                | Bronze                           |
| ------------------------- | ------------------------------------ | ------------------------------------ | -------------------------------- |
| 500 m detalhes            | Jang Mi KOR Coreia do Sul            | Shi Xiaoxuan CHN China               | Martine Lilløy Bruun NOR Noruega |
| 1500 m detalhes           | Jang Mi KOR Coreia do Sul            | Sanneke de Neeling NED Países Baixos | Sumire Kikuchi JPN Japão         |
| 3000 m detalhes           | Sanneke de Neeling NED Países Baixos | Rio Harada JPN Japão                 | Jang Su-Ji KOR Coreia do Sul     |
| Largada coletiva detalhes | Sanneke de Neeling NED Países Baixos | Jang Su-Ji KOR Coreia do Sul         | Sumire Kikuchi JPN Japão         |

## Quadro de medalhas
| Ordem | País              | Medalha de ouro | Medalha de prata | Medalha de bronze |    | Ordem por total |
| ----- | ----------------- | --------------- | ---------------- | ----------------- | -- | --------------- |
| 1     | CHN China         | 4               | 2                |                   | 6  | 2               |
| 2     | KOR Coreia do Sul | 2               | 1                | 2                 | 5  | 3               |
| 3     | NED Países Baixos | 2               | 1                |                   | 3  | 4               |
| 4     | JPN Japão         |                 | 3                | 4                 | 7  | 1               |
| 5     | BLR Bielorrússia  |                 | 1                |                   | 1  | 5               |
| 6     | NOR Noruega       |                 |                  | 1                 | 1  | 5               |
|       | RUS Rússia        |                 |                  | 1                 | 1  | 5               |
| TOTAL | TOTAL             | 8               | 8                | 8                 | 24 | —               |